# To Drive the Cold Winter Away
Albums de Loreena McKennitt
Elemental
(1985) Parallel Dreams
(1989)
To Drive the Cold Winter Away est le deuxième album de Loreena McKennitt, sorti en 1987.
L'album, constitué pour l'essentiel de traditionnels de la période hivernale, est caractérisé par une ambiance austère, dépouillée, quasi religieuse. On entend bien souvent la harpe seule, deux morceaux sont même chantés a cappella. L'enregistrement a eu lieu en partie dans un monastère et dans une église, ce qui donne une certaine réverbération à la musique et un caractère très homogène et "sacré" à cet album.

## Liste des morceaux
| No  | Titre                                             | Auteur                                | Durée |
| --- | ------------------------------------------------- | ------------------------------------- | ----- |
| 1.  | In praise of Christmas (traditionnel)             |                                       | 6:06  |
| 2.  | The seasons (traditionnel)                        |                                       | 4:55  |
| 3.  | The king (traditionnel)                           |                                       | 2:04  |
| 4.  | Banquet hall                                      | Loreena McKennitt                     | 3:53  |
| 5.  | Snow                                              | Loreena McKennitt / Archibald Lampman | 5:35  |
| 6.  | Balulalow (traditionnel)                          |                                       | 3:09  |
| 7.  | Let us the infant greet (traditionnel)            |                                       | 3:46  |
| 8.  | The Wexford carol (traditionnel)                  |                                       | 6:07  |
| 9.  | The Stockford carol                               | Loreena McKennitt                     | 3:02  |
| 10. | Let all that are to mirth inclined (traditionnel) |                                       | 6:52  |